# Liste der Baudenkmäler in Spiegelau
Auf dieser Seite sind die Baudenkmäler in der niederbayerischen Gemeinde Spiegelau zusammengestellt. Diese Tabelle ist eine Teilliste der Liste der Baudenkmäler in Bayern. Grundlage ist die Bayerische Denkmalliste, die auf Basis des Bayerischen Denkmalschutzgesetzes vom 1. Oktober 1973 erstmals erstellt wurde und seither durch das Bayerische Landesamt für Denkmalpflege geführt wird. Die folgenden Angaben ersetzen nicht die rechtsverbindliche Auskunft der Denkmalschutzbehörde.
 Die Liste gibt den Fortschreibungsstand vom 7. September 2018 wieder und umfasst elf Baudenkmäler.

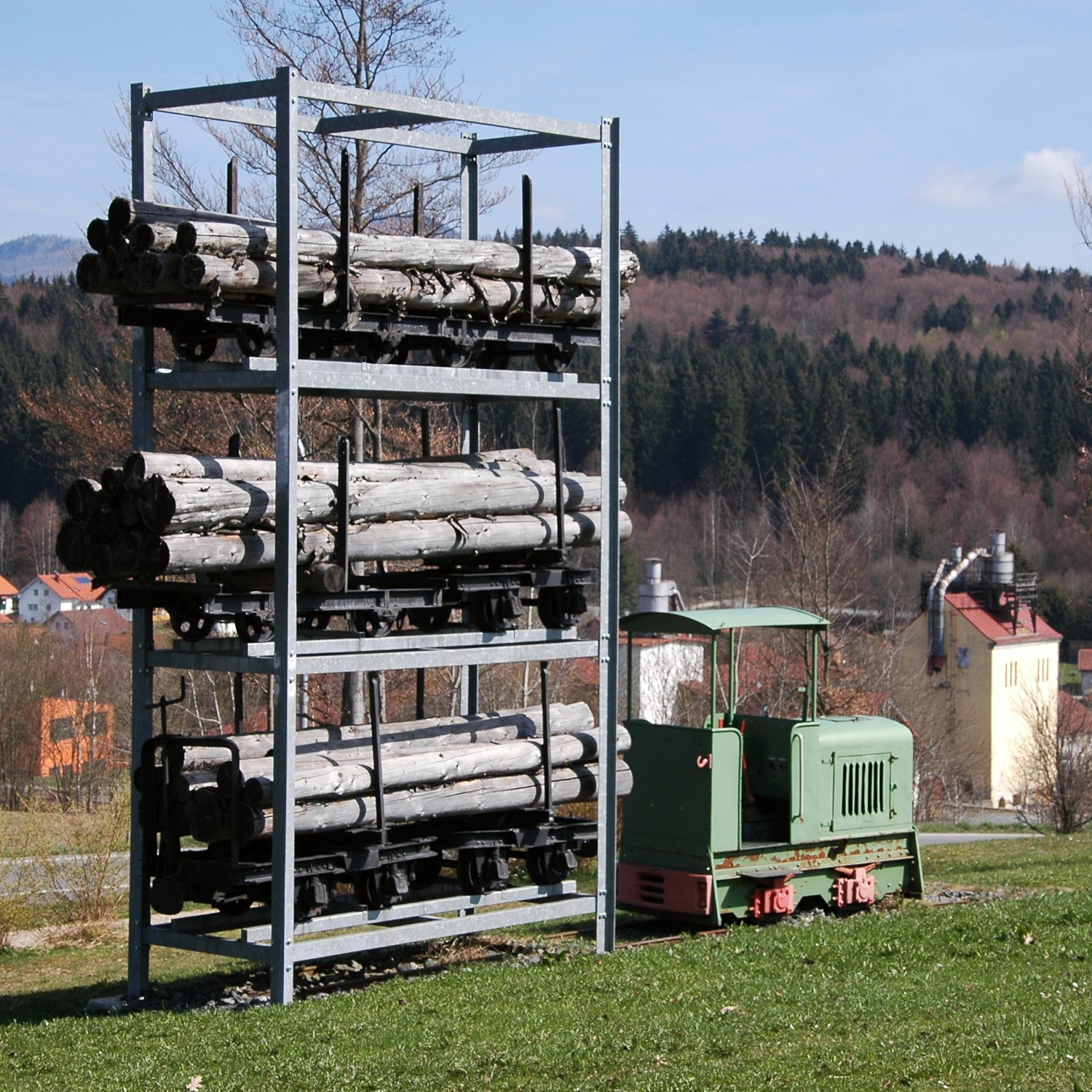
Ein Denkmal in Spiegelau, das an die ehemalige Spiegelauer Waldbahn erinnert.

## Baudenkmäler nach Ortsteilen

### Spiegelau
| Lage                                            | Objekt                                          | Beschreibung | Akten-Nr.     | Bild                                            |
| ----------------------------------------------- | ----------------------------------------------- | --- | ------------- | ----------------------------------------------- |
| Bahnhofstraße 10, Nähe Bahnhofstraße (Standort) | Bahnhof Spiegelau                               | An der Strecke Zwieselau-Grafenau, Gebäude aus Bruchsteinmauerwerk mit Eckquaderungen und Ziegeleinfassungen; Empfangsgebäude, zweigeschossiger Schopfwalmdachbau, Obergeschoss verbrettert; Güterhalle, eingeschossiger Flachsatteldachbau mit segmentbogigen Toröffnungen; Nebengebäude, eingeschossiger Schopfwalmdachbau mit Kniestock, um 1895. | D-2-72-149-7  | weitere Bilder                                  |
| Martin-Luther-Straße 3 (Standort)               | Martin-Luther-Kirche                            | Evangelisch-lutherische Pfarrkirche, Saalkirche mit Steildach und eingezogenem, fünfseitig geschlossenem Chor, Flankenturm mit Spitzhelm, neugotisch, 1901 von Robert Wohlfahrt; mit Ausstattung. | D-2-72-149-11 | weitere Bilder                                  |
| Pfarrer-Schweikl-Straße 11 (Standort)           | Katholische Pfarrkirche St. Johannes der Täufer | Saalkirche mit Steildach und eingezogenem, halbrund geschlossenem Chor, Querhaus mit Halbwalmdach, Flankenturm mit Glockenhaube, 1914/16 von Hans Schurr; mit Ausstattung | D-2-72-149-1  | Katholische Pfarrkirche St. Johannes der Täufer |
| Schulstraße 9 (Standort)                        | Ehemaliges Forstamtsgebäude                     | Zweigeschossiger Schopfwalmdachbau, Zyklopenmauerwerk mit Eckquaderungen und Ziegeleinfassungen, Eingangsvorhalle nach Norden, 1896. | D-2-72-149-10 | BW                                              |

### Althütte
| Lage                   | Objekt   | Beschreibung                                                     | Akten-Nr.    | Bild |
| ---------------------- | -------- | ---------------------------------------------------------------- | ------------ | ---- |
| Althütte 15 (Standort) | Kruzifix | Holz, farbig gefasst, wohl 16./17. Jahrhundert; bei Haus Nr. 15. | D-2-72-149-2 | BW   |

### Klingenbrunn
| Lage                              | Objekt                                           | Beschreibung | Akten-Nr.     | Bild           |
| --------------------------------- | ------------------------------------------------ | --- | ------------- | -------------- |
| Frauenauer Straße 19 (Standort)   | Katholische Pfarrkirche Maria Hilfe der Christen | Saalkirche mit Steildach und eingezogenem, fünfseitig geschlossenem Chor, Westturm mit Spitzhelm, Bruchstein mit Ziegeleinfassungen, 1927 von Michael Kurz, Augsburg; mit Ausstattung.                                                                                          | D-2-72-149-3  | weitere Bilder |
| Frauenauer Straße 21 (Standort)   | Ehemaliges Mesnerhaus und Polizeistation         | Zweigeschossiger kubusartiger Walmdachbau mit Verbindungsflügel zur Kirche, Bruchstein mit Ziegeleinfassungen, zusammen mit der Kirche errichtet, 1927 von Michael Kurz. | D-2-72-149-12 | BW             |
| Klingenbrunn-Bahnhof 8 (Standort) | Bahnhof Klingenbrunn                             | An der Strecke Zwieselau-Grafenau, Gebäude in Polygonalmauerwerk mit Eckquaderungen und Ziegeleinfassungen; Empfangsgebäude, eingeschossiger Schopfwalmdachbau, Kniestock und Giebel mit Verbretterung; Nebengebäude, eingeschossiger Schopfwalmdachbau mit Kniestock, um 1895. | D-2-72-149-8  | BW             |

### Oberkreuzberg
| Lage                          | Objekt                                      | Beschreibung | Akten-Nr.    | Bild                                        |
| ----------------------------- | ------------------------------------------- | --- | ------------ | ------------------------------------------- |
| Kreuzbergstraße 12 (Standort) | Katholische Pfarrkirche St. Maria Magdalena | Saalkirche mit Steildach und eingezogenem, fünfseitig geschlossenem Chor, Dachreiter mit Zwiebelhaube, im Kern mittelalterlich, umgestaltet 2. Hälfte 17. Jahrhundert; mit Ausstattung; Friedhofsmauer, Bruchstein, 17./19. Jahrhundert. | D-2-72-149-4 | Katholische Pfarrkirche St. Maria Magdalena |

### Pronfelden
| Lage                     | Objekt  | Beschreibung                                                            | Akten-Nr.    | Bild |
| ------------------------ | ------- | ----------------------------------------------------------------------- | ------------ | ---- |
| Kapellenweg 2 (Standort) | Kapelle | Satteldachbau, dreiseitig geschlossen, mit Dachreiter, bezeichnet 1902. | D-2-72-149-6 | BW   |

### Waldschmidthaus
| Lage                               | Objekt            | Beschreibung | Akten-Nr.    | Bild           |
| ---------------------------------- | ----------------- | --- | ------------ | -------------- |
| Klingenbrunn-Bahnhof 30 (Standort) | Rachel-Schutzhaus | Sogenanntes Waldschmidt-Haus; zweigeschossiger Satteldachbau, Blockbau mit Aussenschutz-Verkleidung, Südveranda mit Pultdach, 1912. | D-2-72-149-9 | weitere Bilder |

## Ehemalige Baudenkmäler
In diesem Abschnitt sind Objekte aufgeführt, die früher einmal in der Denkmalliste eingetragen waren, jetzt aber nicht mehr. Objekte, die in anderem Zusammenhang also z. B. als Teil eines Baudenkmals weiter eingetragen sind, sollen hier nicht aufgeführt werden. Aktennummern in diesem Abschnitt sind ehemalige, jetzt nicht mehr gültige Aktennummern.

| Lage                                       | Objekt   | Beschreibung | Akten-Nr.    | Bild     |
| ------------------------------------------ | -------- | --- | ------------ | -------- |
| Pronfelden Dr.-Geiger-Straße 22 (Standort) | Hakenhof | Wohnhaus verschindelter Blockbau mit Dachreiter und Walmdach, Anfang 19. Jahrhundert - das Geburtshaus von Paul Friedl wird 2018 ab- und 2020 im Freilichtmuseum Finsterau neu aufgebaut. | D-2-72-149-5 | Hakenhof |